# Еджен-Хоро
39°34′08″ пн. ш. 109°44′26″ сх. д. / 39.5689° пн. ш. 109.74059° сх. д.
Еджен-Хоро (кит. 伊金霍洛旗, пін. Yījīnhuòluò Qí, трансліт. Ejin Horo) — один із повітів КНР у складі префектури Ордос, Внутрішня Монголія. Адміністративний центр — містечко Алтан-Шире.

## Географія
Еджен-Хоро лежить на висоті близько 1310 метрів над рівнем моря у пустелі Му-Ус.

### Клімат
Хошун знаходиться у зоні, котра характеризується кліматом помірних степів та напівпустель. Найтепліший місяць — липень із середньою температурою 22,3 °C. Найхолодніший місяць — січень, із середньою температурою -10,6 °С.
| Клімат хошуну Еджен-Хоро | Клімат хошуну Еджен-Хоро | Клімат хошуну Еджен-Хоро | Клімат хошуну Еджен-Хоро | Клімат хошуну Еджен-Хоро | Клімат хошуну Еджен-Хоро | Клімат хошуну Еджен-Хоро | Клімат хошуну Еджен-Хоро | Клімат хошуну Еджен-Хоро | Клімат хошуну Еджен-Хоро | Клімат хошуну Еджен-Хоро | Клімат хошуну Еджен-Хоро | Клімат хошуну Еджен-Хоро | Клімат хошуну Еджен-Хоро |
| Показник                 | Січ.                     | Лют.                     | Бер.                     | Квіт.                    | Трав.                    | Черв.                    | Лип.                     | Серп.                    | Вер.                     | Жовт.                    | Лист.                    | Груд.                    | Рік                      |
| Середній максимум, °C    | −2,9                     | 1,2                      | 7,6                      | 16                       | 22,5                     | 26,8                     | 28,4                     | 26                       | 21,3                     | 14,5                     | 5,9                      | −1,2                     | 13,8                     |
| Середня температура, °C  | −10,6                    | −6,4                     | 0,5                      | 8,9                      | 15,9                     | 20,4                     | 22,3                     | 20                       | 14,7                     | 7,4                      | −1,4                     | −8,4                     | 6,9                      |
| Середній мінімум, °C     | −16,5                    | −12,3                    | −5,3                     | 2,2                      | 8,9                      | 13,7                     | 16,4                     | 14,5                     | 8,9                      | 1,7                      | −6,7                     | −13,8                    | 1                        |
| Норма опадів, мм         | 2.7                      | 3.6                      | 11.3                     | 21.3                     | 37.3                     | 52.6                     | 105.2                    | 99.2                     | 52.1                     | 23.7                     | 6.6                      | 2.7                      | 418.3                    |
| Вологість повітря, %     | 56                       | 49                       | 42                       | 36                       | 39                       | 46                       | 58                       | 64                       | 60                       | 56                       | 52                       | 54                       | 51                       |
| ------------------------ | ------------------------ | ------------------------ | ------------------------ | ------------------------ | ------------------------ | ------------------------ | ------------------------ | ------------------------ | ------------------------ | ------------------------ | ------------------------ | ------------------------ | ------------------------ |
| Джерело: data.cma.cn     |                          |                          |                          |                          |                          |                          |                          |                          |                          |                          |                          |                          |                          |